# Sebastian Lege

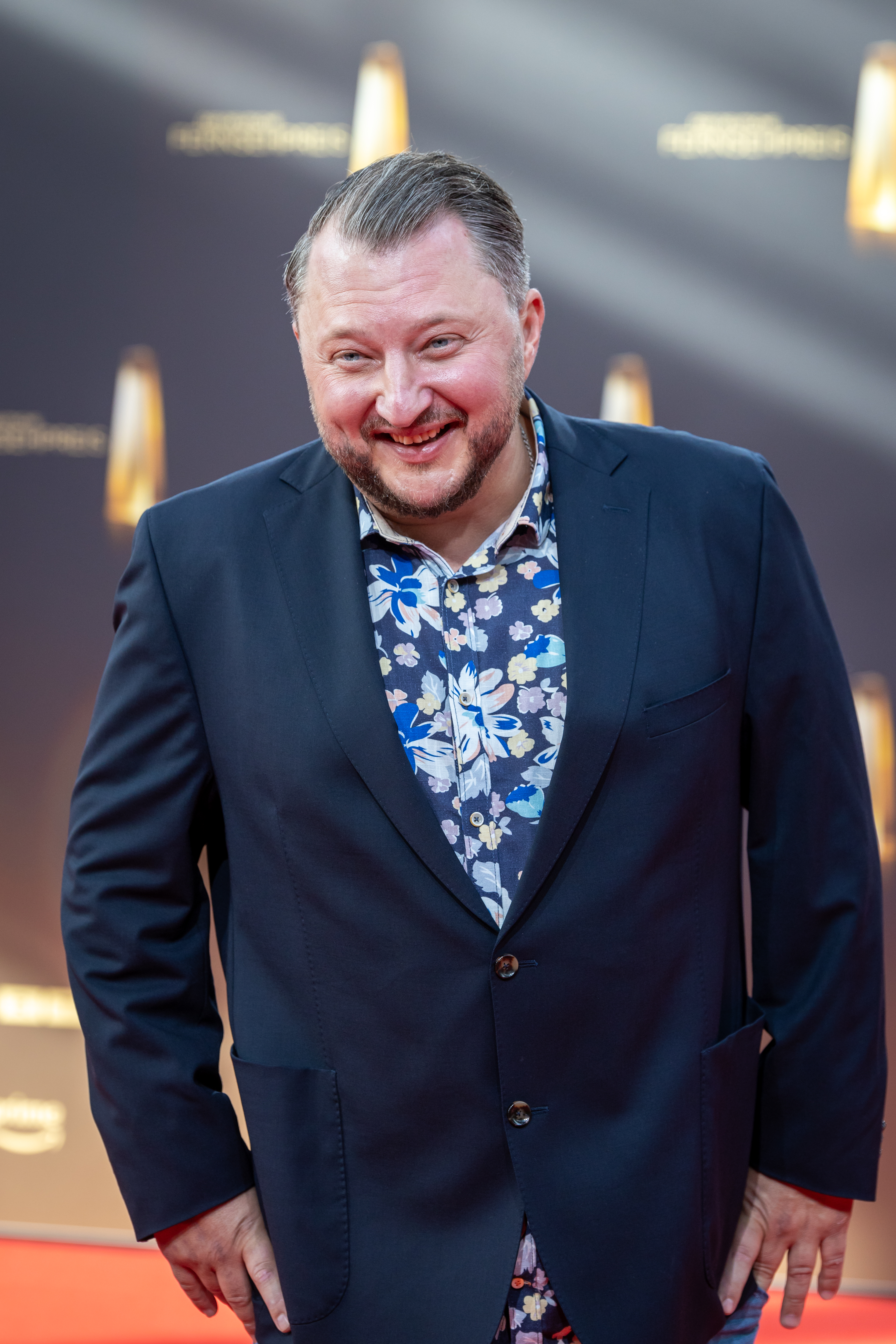
Sebastian Lege (2023)

Sebastian Lege (* 27. Oktober 1978 in Bremen) ist ein deutscher Koch, Fernsehdarsteller und Produktentwickler im Lebensmittelsegment.

## Biografie
Lege wurde als Sohn des Klempners Gerd Lege († 2012) und der Textilverkäuferin Ute Lege geboren und wuchs in Achim bei Bremen auf. Er lebt mit seiner Frau in Meerbusch.

### Arbeit als Koch
1994 begann er im Alter von 15 Jahren eine Lehre zum Koch in einem Hotel am Bremer Kreuz; im zweiten Lehrjahr wechselte er für die restliche Kochausbildung zum Parkhotel Grüner Jäger in Verden (Aller). Nach dem Abschluss seiner Lehre 1997 folgten diverse Stationen als Koch in Restaurant- und Hotelküchen, u. a. im Ratskeller des Bremer Rathauses und als stellvertretender Küchenchef bei der Arabella-Sheraton-Hotelkette. Im Jahr 2002 zog er nach Düsseldorf. Hier arbeitete er fast vier Jahre im Hotel Courtyard by Marriott im Medienhafen, bevor er nach weiteren Stationen im Februar 2009 Küchendirektor in einem 5-Sterne-Hotel der Nikko-Gruppe wurde.

### Arbeit als Händler
Von 2011 bis 2015 war Lege freiberuflich als Händler für Speisefisch und Fleisch mit Ausrichtung auf die Sternegastronomie unter dem Namen Seafood Feinkost Euro Fisch tätig.

### Arbeit als Produktentwickler
Seit 2011 ist Lege in der Produktentwicklung für die Lebensmittelindustrie unter dem Namen SL Food Consulting aktiv. Parallel ist Lege seit 2021 als Geschäftsführer in der My Food Factory GmbH mit Sitz in Kulmbach tätig, die Produktentwicklung für die Lebensmittelindustrie mit breiterem Tätigkeitsfeld inklusive Logistik, Vermarktung und Packaging umfasst.

### Arbeit als Medienunternehmer
Mit der Foodkuss GmbH mit Sitz in Meerbusch arbeitet Lege seit 2018 in einem Medien-Produktionsunternehmen, das er gemeinsam mit Wolfgang Ehmann führt.

## Fernsehkarriere
Ab 2012 trat Lege mehrfach als Lebensmittelexperte im ZDFzeit-Format Wie gut ist … des Kochs Nelson Müller und in weiteren ZDFzeit-Sendungen sowie bei Galileo und im Morgenmagazin Volle Kanne auf. Im Februar 2016 wurde seine erste eigene ZDFzeit-Folge Die Tricks der Lebensmittelindustrie ausgestrahlt, zwei weitere Folgen wurden im Januar 2017 im ZDF gesendet. Im April 2017 hatte Lege einen Auftritt in der Kochsendung Kerners Köche, im August 2017 bei Grill den Henssler und im November 2017 bei Grill den Profi.
Ab November 2017 war Lege in der Serie gekauft, gekocht, gewonnen auf Kabel Eins zu sehen. Im Jahr 2019 moderierte er zusammen mit Madita van Hülsen die Quizshow Quiz mit Biss, die wegen niedriger Zuschauerquoten vorzeitig abgesetzt wurde.
Seit 2019 ist Lege auf dem YouTube-Kanal ZDF besseresser zu sehen, seit Ende 2020 im für YouTube produzierten Format besseresser-Challenge.
2023 und 2024 moderierte er die Vox-Sendung Lege kommt auf den Geschmack.

## Veröffentlichungen
- Die Foodwerkstatt: 38 Supermarktklassiker und Fastfood-Lieblingsrezepte zum Selbermachen. Systemed, Lünen 2017, ISBN 978-3-95814-041-7 (192 Seiten).
- À la Lege: Neue Tricks treffen auf Tradition – so haben Sie Ihre Klassiker noch nie gekocht (Genießerküche). Gräfe und Unzer, München 2021, ISBN 978-3-8338-7692-9 (192 Seiten).